# Guido Vincenzi
Guido Vincenzi (Quistello, 14 de julho de 1932 - 14 de agosto de 1997) foi um futebolista italiano que atuava como defensor.

## Carreira
Guido Vincenzi fez parte do elenco da Seleção Italiana de Futebol na Copa do Mundo de 1954, na Suíça, ele fez uma partida.